# 639년

## 연호
- 당(唐) 정관(貞觀) 13년
- 신라(新羅) 인평(仁平) 6년

## 기년
- 당(唐) 태종(太宗) 13년
- 신라(新羅) 선덕여왕(善德女王) 8년
- 고구려(高句麗) 영류왕(榮留王) 22년
- 백제(百濟) 무왕(武王) 40년

## 사건
- 익산 미륵사지 석탑 건립

## 탄생
- 고구려(高句麗)의  문신(文臣) 연남산(淵男産)